# Dora Bruder (Buch)

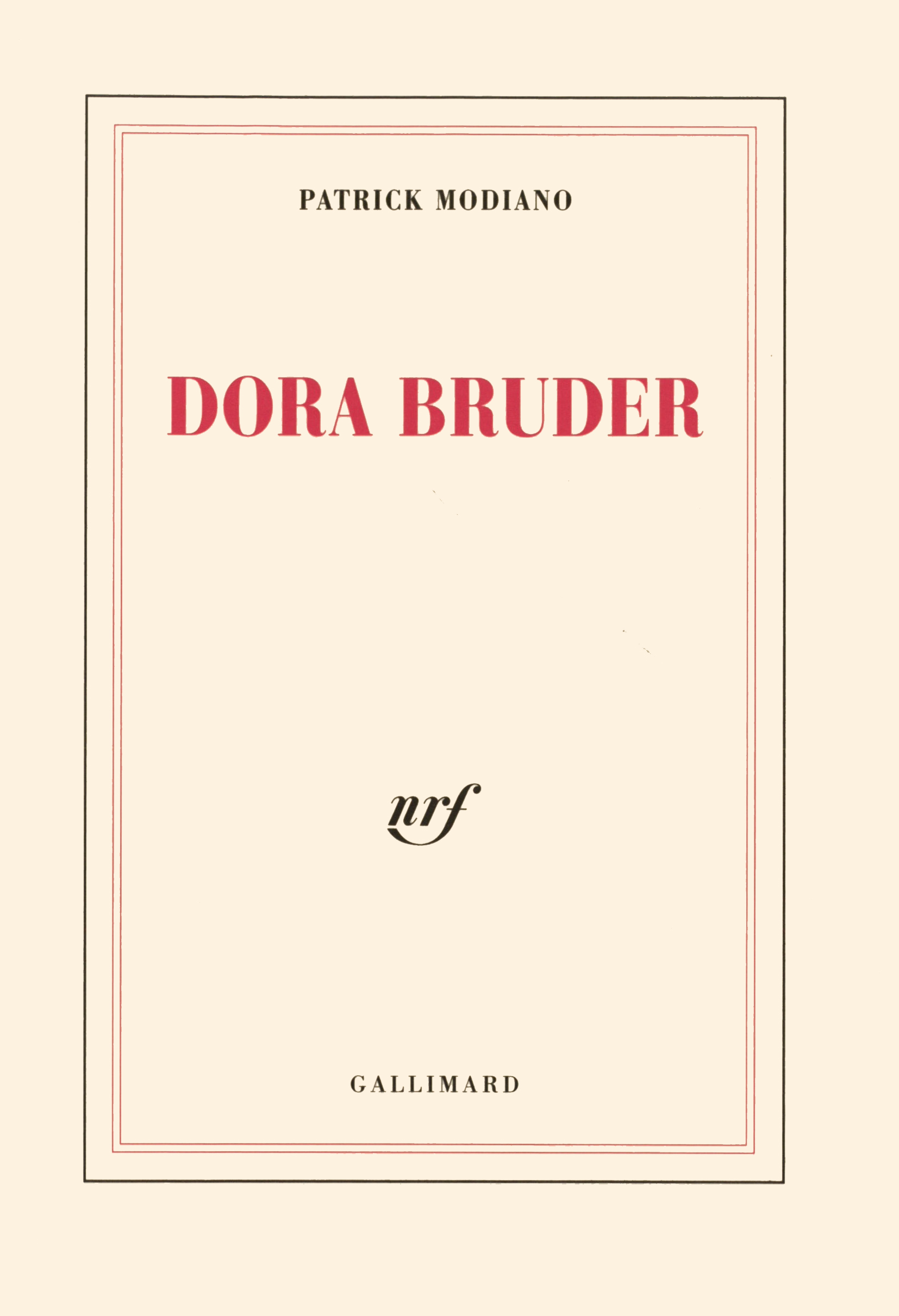
Erstausgabe in der Collection Blanche bei Éditions Gallimard

Dora Bruder ist ein Buch des französischen Schriftstellers Patrick Modiano. Er spürt darin dem jüdischen Mädchen Dora Bruder nach, das unter der deutschen Besetzung von Paris während des Zweiten Weltkriegs verschwand und Opfer des Holocaust wurde. Modianos Buch erschien 1997 in den Éditions Gallimard. Die deutsche Übersetzung von Elisabeth Edl wurde im Folgejahr beim Carl Hanser Verlag veröffentlicht.

## Inhalt

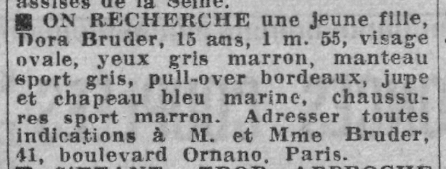
Suchanzeige in Paris-Soir vom 31. Dezember 1941

Im Dezember 1988 entdeckt Patrick Modiano in einer alten Ausgabe des Paris-Soir vom 31. Dezember 1941 eine Suchanzeige mit dem Text:

„PARIS
 Gesucht wird ein junges Mädchen, Dora Bruder, 15 Jahre, 1,55m, ovales Gesicht, graubraune Augen, sportlicher grauer Mantel, weinroter Pullover, dunkelblauer Rock und Hut, braune sportliche Schuhe. Hinweise erbeten an Monsieur und Madame Bruder, 41 Boulevard Ornano, Paris.“

Modiano kennt das Viertel um den Boulevard Ornano im 18. Arrondissement von Paris aus seiner Kindheit und einem Aufenthalt im Winter 1965. Er ruft sich Erinnerungen an die Straßen und Häuser im Viertel in Erinnerung. Am Haus Nummer 41 des Boulevard Ornano, in dem sich während des Krieges ein Hotel befand, ist er oft achtlos vorübergegangen. Das Schicksal des jüdischen Mädchens, das eines Abends zur Ausgangssperre nicht in ihre Klosterschule zurückgekehrt ist, verknüpft sich für ihn mit dem anderer Frauen, die in jenem Winter in derselben Lage gewesen sein könnten, mit seinem eigenen Weglaufen im Winter 1960 und mit der Flucht Jean Valjeans aus Victor Hugos Les Misérables. Unter diesen Eindrücken schreibt Modiano den Roman Voyage de noces (Hochzeitsreise), der 1990 erscheint.

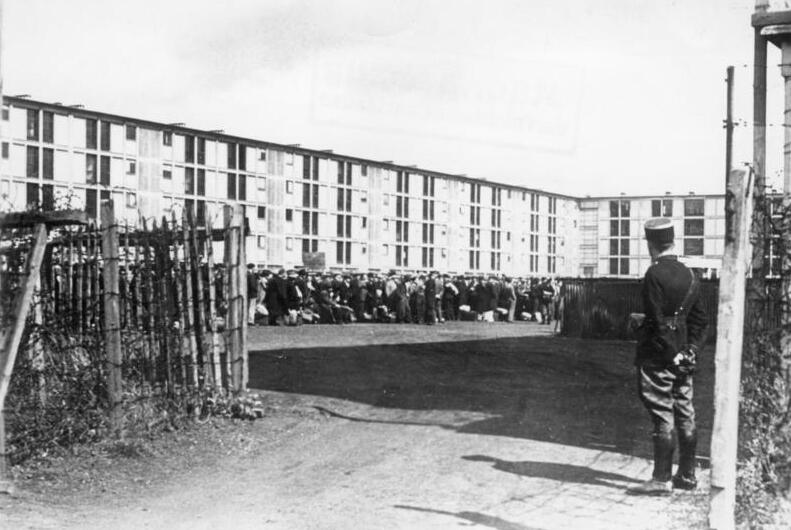
Sammellager Drancy im August 1941

In den folgenden Jahren spürt er der realen Dora Bruder weiter nach, findet Akten über sie und ihre aus Österreich und Ungarn stammenden Eltern. Er zeichnet deren Leben nach bis zum 14. Dezember 1941, dem Tag als Dora Bruder verschwunden ist. Erst mit Verspätung melden die Eltern ihre nicht als Jüdin registrierte Tochter als vermisst. Laut einer polizeilichen Aktennotiz kehrt Dora Bruder am 17. April 1942 zu ihrer Mutter zurück. Der Vater ist zu diesem Zeitpunkt bereits interniert. Ein weiterer Ausreißversuch des Mädchens endet nach Akten des New Yorker YIVO am 15. Juni 1942. Nur wenige Tage später, am 19. Juni, wird Dora Bruder in das Internierungslager Caserne des Tourelles eingeliefert. Nach zwei Monaten kommt sie am 13. August ins Sammellager Drancy, wo sie ihren Vater wiedertrifft. Am 18. September 1942 werden beide ins KZ Auschwitz deportiert. Am 11. Februar 1943 wird auch Doras Mutter in das Vernichtungslager verschickt.
Am Ende des Textes geht Modiano durch die leeren Straßen von Paris, in denen er versucht hat, die Spuren Dora Bruders wiederzufinden, und in denen er hin und wieder ein Echo ihrer Gegenwart zu spüren meint. Er hat nie erfahren, was das Mädchen in den Wochen gemacht hat, in denen sie weggelaufen ist, wo und in wessen Begleitung sie sich versteckt gehalten hat. 

„Das bleibt ihr Geheimnis. Ein armseliges und kostbares Geheimnis, das die Henker, die Verordnungen, die sogenannten Besatzungsbehörden, das Dépôt, die Kasernen, die Lager, die Geschichte, die Zeit – alles, was einen erniedrigt und zerstört – ihr nicht rauben konnten.“

## Interpretation

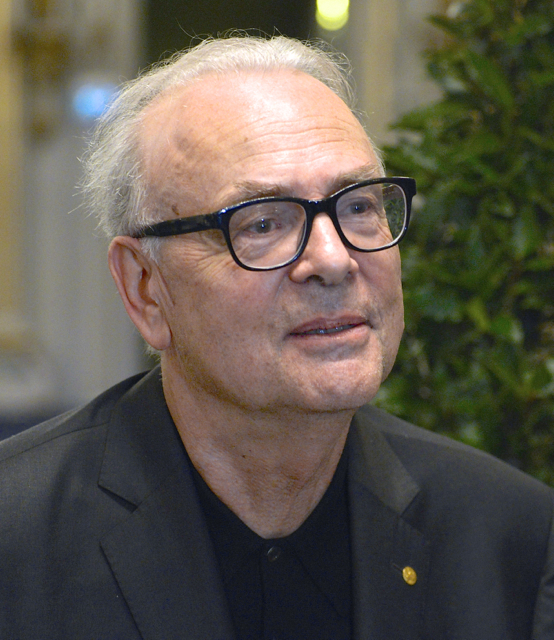
Ich-Erzähler Patrick Modiano (2014)

Dora Bruder weicht stark ab von allen Werken, die Modiano zuvor veröffentlicht hat. Es handelt sich weder um einen Roman noch um einen historischen Bericht oder eine Biografie, für die die Faktenlage nicht ausgereicht hätte. Stattdessen schreibt Modiano einen nicht-fiktionalen Text, der von historischen Fakten ausgeht, und sich versucht dem Leben einer realen Person, dem Mädchen Dora Bruder, anzunähern. Der Autor selbst tritt als Ich-Erzähler auf, der seine Spurensuche dokumentiert und seine eigenen Erinnerungen einfließen lässt. Er umkreist das Leben Dora Bruders durch Geschichten, die alle einen Bezugspunkt zu ihrem Schicksal haben, also in einem metonymischen Bezug zu ihr stehen, während sie selbst abwesend bleibt. Es entstehen verschiedene „Schreibweisen der Abwesenheit“, aus denen der Erzähler das Bild Dora Bruders zusammensetzt.
Zu den Methoden des Autors gehören Fragen, Hypothesen und Vermutungen, die zwar häufig keine gesicherten Erkenntnisse zutage führen, die aber doch im Kopf des Lesers eine Vorstellung der Person Dora Bruder entstehen lassen. Daneben wertet Modiano historische Dokumente aus, Akten, Register, Polizeiberichte. Auch der Zeitungsausschnitt, der dem Buch vorangestellt ist, gehört in diese Kategorie. Gegen Ende entfernt sich der Text immer weiter von Doras Schicksal und wird assoziativer. Anstelle der fehlenden Zeugnisse über Dora Bruder treten nun Parallelschicksale, die anderer deportierter Frauen aus Paris oder der jung verstorbenen Schriftsteller Friedo Lampe, Felix Hartlaub und Roger Gilbert-Lecomte. In voller Länge zitiert Modiano einen Brief Robert Tartakovskys vor seiner Deportation nach Auschwitz im Juni 1942, den er bei einem Bouquinisten entdeckt hat. Durch die parallelen Schicksale tritt die kollektive Dimension des Geschehens stärker in den Vordergrund, und Modiano setzt allen aus Frankreich Deportierten ein literarisches Denkmal.
Immer wieder thematisiert Modiano auch die Grenzen des kollektiven und individuellen Erinnerns. Ein Gefühl von Leere, das Modiano beim Gang durch die alten Viertel beschleicht, deren Häuser inzwischen längst abgerissen sind, steht stellvertretend für das Vergessen, das den Opfern des Holocausts droht. Die Erinnerung vermag die Personen und ihr Leben nicht wieder zurückzurufen, sie sind nur noch indirekt als Spuren verfügbar. Dennoch endet das Buch nicht mit dem Vergessen, sondern mit der Feststellung, dass sich die Abwesenheit Dora Bruders für den Erzähler in der Stadt Paris, ihren Häusern und Straßen eingeschrieben hat. Auch der Leser wird sich nach der Lektüre des Buches in bestimmten Vierteln der Stadt an das Mädchen erinnert fühlen.

## Rezeption
Dora Bruder gilt als eines der Hauptwerke Patrick Modianos, zum Teil auch als sein bekanntestes Buch. Für Ursula März handelt es sich um „seine intimste und schutzloseste und vielleicht seine bedeutendste Arbeit“: „einen großen literarischen Denkmalsversuch für eine unbekannte Jüdin“. Bereits vor der Verleihung des Nobelpreises für Literatur im Jahr 2014 an den Autor gehörte Dora Bruder zu jenen Werken, die ihm laut Tilman Krause „ein treues deutsches Publikum beschert“ haben. Die Übersetzerin Elisabeth Edl bezeichnete Dora Bruder als ihr Lieblingsbuch von Modiano. Es sei „ein Buch von seltener Schönheit und großer Traurigkeit, das man nie wieder vergisst.“ „Zwischen der präzisen Topographie der Stadt und dem weiten Vorstellungsraum“ entsteht für Joseph Hanimann „ein archäologischer Ort der entschwundenen Ereignisse“. Mohammed Aissaoui hält den letzten Satz des Buches für einen der schönsten Sätze der Literatur.
Im Jahr 1999 produzierte der Westdeutsche Rundfunk ein Hörspiel nach Modianos Vorlage. Es sprachen Rüdiger Vogler, Ingrid Andree, Axel Gottschick, Sybille Schedwill, Johannes Steck und Bruno Winzen. Bearbeitung und Regie stammen von Norbert Schaeffer.

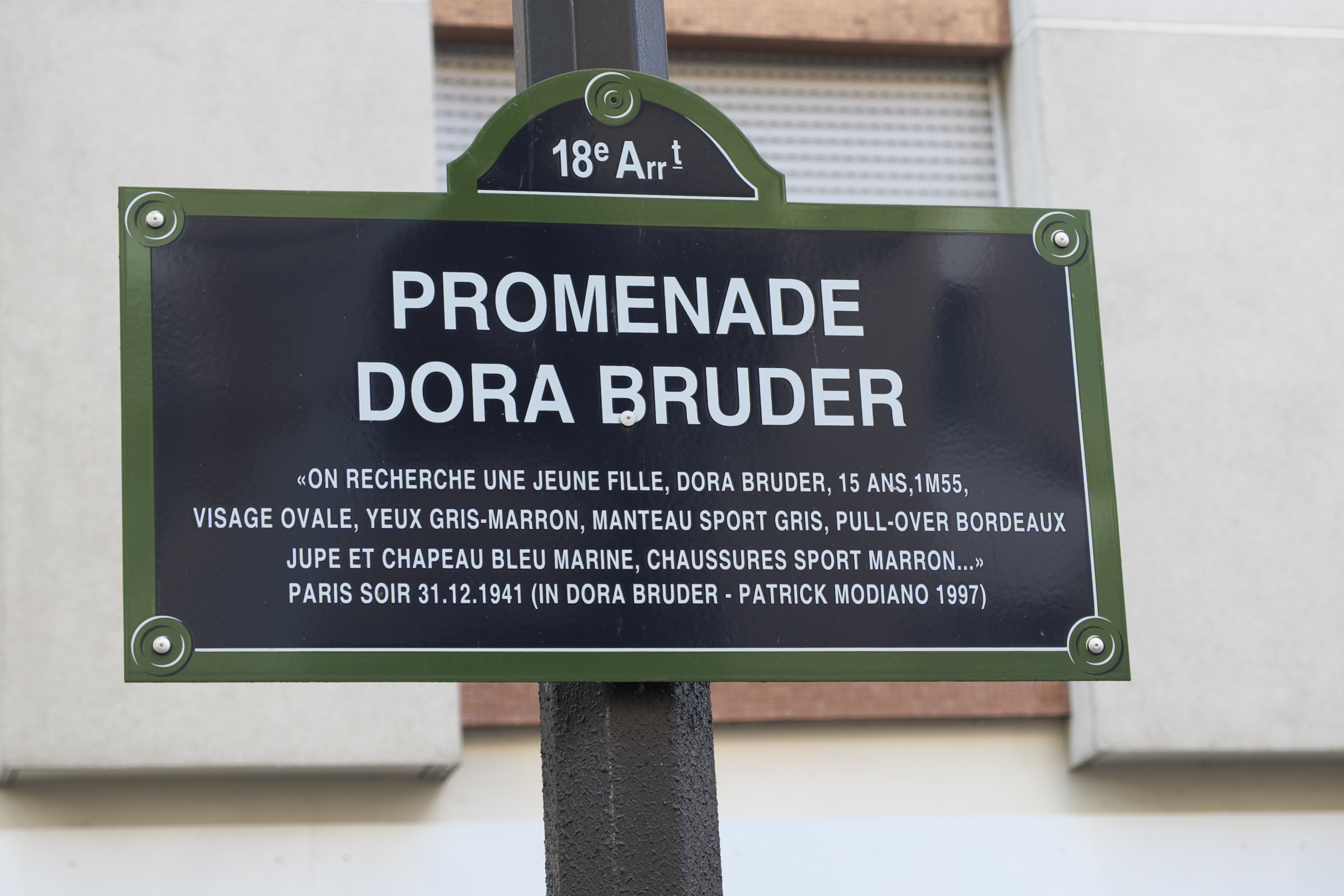
Straßenschild Promenade Dora Bruder im 18. Arrondissement in Paris

Am 1. Juni 2015 wurde zur Erinnerung an die Opfer des Nationalsozialismus in Paris eine Straße im 18. Arrondissement als Promenade Dora-Bruder eingeweiht. Die Straße befindet sich auf einer stillgelegten Strecke der Chemin de Fer de Petite Ceinture zwischen der 
Rue Leibniz und Rue Belliard nahe der Métro-Station Porte de Clignancourt. Modiano bezeichnete im Rahmen des Festakts Dora Bruder als ein Symbol, das die Erinnerung der Stadt an tausende Kinder und Jugendliche wachhalte, die deportiert und in Auschwitz ermordet wurden.

## Ausgaben
- Patrick Modiano: Dora Bruder. Éditions Gallimard, Paris 1997, ISBN 2-07-074898-7.
- Patrick Modiano: Dora Bruder. Aus dem Französischen von Elisabeth Edl. Hanser, München 1998, ISBN 3-446-19287-5.
- Patrick Modiano: Dora Bruder. Aus dem Französischen von Elisabeth Edl. Droemer Knaur, München 2001, ISBN 3-426-61813-3.
- Patrick Modiano: Dora Bruder. Aus dem Französischen von Elisabeth Edl. dtv, München 2013, ISBN 978-3-423-14182-6.
- Patrick Modiano: Dora Bruder. Französischer Text mit deutschen Worterklärungen. Reclam, Stuttgart 2015, ISBN 978-3-15-019908-4.